# Mucrosomia bipartita
Mucrosomia bipartita är en urinsektsart som först beskrevs av Josef Rusek 1996.  Mucrosomia bipartita ingår i släktet Mucrosomia och familjen Isotomidae. Inga underarter finns listade i Catalogue of Life.